# فرناندا ونتورینی
فرناندا ونتورینی (انگلیسی: Fernanda Venturini؛ زادهٔ ۲۴ اکتبر ۱۹۷۰) بازیکن والیبال اهل برزیل است.